# Le Grazie (Colle di Val d'Elsa)
Le Grazie è una frazione del comune italiano di Colle di Val d'Elsa, nella provincia di Siena, in Toscana.

## Geografia fisica
La frazione è situata poco fuori dall'abitato di Colle di Val d'Elsa, a ovest rispetto al centro fuori Porta Nova, lungo la strada regionale 68 di Val Cecina che conduce a Volterra, con deviazioni per Casole d'Elsa e San Gimignano. Le Grazie confina a nord con Borgatello, a est con il capoluogo, a sud con Quartaia e ad ovest con Campiglia dei Foci.
Urbanisticamente congiunta alla periferia occidentale di Colle, dista circa 30 km da Siena, e comprende anche le località di Faulino, Le Mosse e Paganico. Dipendenti dalla frazione Le Grazie sono anche i piccoli centri di Boscona e Sant'Andrea.

## Storia
La frazione ebbe origine da un oratorio fatto costruire dai fratelli Iacopo e Luparello Luci nel XV secolo, che acquisì con il tempo maggiore importanza e venne trasformato in convento nel 1501 da Giovanni Luci, nipote di Luparello. Il convento ospitò i mendicanti padri amedeisti fino al 1570, dopodiché passò per decisione ai padri dell'ordine di Sant'Agostino della congregazione di Lecceto. In seguito alle soppressioni leopoldine de 1783, il convento fu convertito in parrocchia, la cui giurisdizione si estendeva sul territorio di campagna a occidente della Porta Nova e che comprendeva anche il borgo di Sant'Andrea a Strada.
Nel corso del XX secolo la frazione ha conosciuto una forte urbanizzazione, a seguito della realizzazione di un'area residenziale nei pressi del santuario e del saldamento con la perfieria occidentale di Colle. Con i suoi circa 2 100 abitanti costituisce la seconda frazione più popolosa del comune, dopo Gracciano dell'Elsa.

## Monumenti e luoghi d'interesse
L'elemento di maggiore interesse della frazione è sicuramente il santuario di Santa Maria delle Grazie, risalente al XIV secolo e dotato di un chiostro in parte rimaneggiato.